# カリン・ケラー＝ズッター
カリン・ケラー＝ズッター（ドイツ語: Karin Keller-Sutter、1963年12月22日 - ）は、スイスの政治家。全州議会（上院）議長などを経て、2019年より連邦参事会参事（司法・警察担当のち財務担当）を務めており、2024年には連邦副大統領を務め、2025年度には自身初めて連邦大統領を務めている。スイス自由民主党所属。

## 経歴
ヴィールで幼少期を過ごしたのち、ヌーシャテルに転居。チューリヒの通訳学校（のちのチューリヒ応用科学大学応用言語学部）で学んだのち、ロンドンとカナダのモントリオールで政治学を修めた。その後、フリブール大学大学院を出て教職の道を歩み、ザンクト・ガレン国際研究財団の副理事長などを歴任した。
1992年から2000年までヴィール市議会議員を務め、1997年には議長に就任した。1996年から2000年にかけて、ザンクト・ガレン州議会の代表と自由民主党の州支部長を務めた。
2000年3月12日、ザンクト・ガレン州参事会参事（州の大臣）に選出され、安全保障・司法担当となった。各州の安全保障・司法担当参事の会議で副議長を務めたほか、2006年から2007年には参事会の議長となった。
2010年9月22日、ハンス＝ルドルフ・メルツの後継として連邦参事会参事に立候補したが、ベルン州選出の国民議会（下院）議員であったヨハン・シュナイダー＝アマンに敗れた。翌年、ザンクト・ガレン州から得票率65%で全州議会（上院）議員に選出された。2017年から2018年には、全州議会の議長を務めた。
2018年10月8日、退任するシュナイダー＝アマンの後継として再び連邦参事に立候補する意向を明らかにした。12月5日の投票で、237票中154票を集め、スイスキリスト教民主党のヴィオラ・アムヘルトとともに当選した。2023年12月13日に2024年度の連邦副大統領に選出され（196票中138票を獲得）、2024年12月11日には2025年度の連邦大統領に選出された（203票中168票）。
2025年、第2次トランプ政権が各国に相互関税を課す方針を打ち出した。スイス当局は、同年7月16日までにアメリカとの間で貿易枠組み協定を取りまとめ、ホワイトハウスの最終承認を待つ状態まで詰めていたが、同年8月1日までに交渉は決裂して39%の関税が課せられることが決まった。カリン・ケラー＝ズッターは、ドナルド・トランプ大統領との関係の良さを公表した過去もあったが、決裂の背景にはトランプ大統領との電話会談で、何らかの理由でトランプ大統領を激怒させたことにあったと見られた。